# Nastri d'argento 1965
Els Nastri d'argento 1965 foren la 20a edició de l'entrega dels premis Nastro d'Argento (Cinta de plata) que va tenir lloc el 1965.

## Guanyadors

### Productor de la millor pel·lícula
- Franco Cristaldi - pel conjunt de la seva filmografia
- Carlo Ponti - Matrimonio all'italiana
- Alfredo Bini - Il Vangelo secondo Matteo

### Millor director
- Pier Paolo Pasolini - Il Vangelo secondo Matteo
- Michelangelo Antonioni - Deserto rosso
- Pietro Germi - Sedotta e abbandonata

### Millor argument original
- Marco Ferreri - La donna scimmia
- Antonio Pietrangeli, Ruggero Maccari i Ettore Scola - La visita
- Pietro Germi e Luciano Vincenzoni - Sedotta e abbandonata

### Millor guió
- Pietro Germi, Luciano Vincenzoni, Agenore Incrocci i Furio Scarpelli - Sedotta e abbandonata
- Citto Maselli e Suso Cecchi D'Amico - Gli indifferenti
- Antonio Pietrangeli, Ruggero Maccari i Ettore Scola - La visita

### Millor actor protagonista
- Saro Urzì - Sedotta e abbandonata
- Nino Manfredi - La ballata del boia
- Marcello Mastroianni - Matrimonio all'italiana

### Millor actriu protagonista
- Claudia Cardinale - La ragazza di Bube
- Sandra Milo - La visita
- Adriana Asti - Prima della rivoluzione
- Sophia Loren - Matrimonio all'italiana

### Millor actriu no protagonista
- Tecla Scarano - Matrimonio all'italiana
- Monica Vitti - Alta infedeltà

### Millor actor no protagonista
- Leopoldo Trieste - Sedotta e abbandonata
- Vittorio Caprioli - Le voci bianche
- Gian Maria Volonté - Per un pugno di dollari
- Danilo Donati - Il Vangelo secondo Matteo
- Carlo Egidi - Sedotta e abbandonata

### Millor banda sonora
- Ennio Morricone - Per un pugno di dollari
- Giovanni Fusco - Deserto rosso
- Armando Trovajoli - Italiani brava gente

### Millor fotografia en blanc i negre
- Tonino Delli Colli - Il Vangelo secondo Matteo
- Aiace Parolin - Sedotta e abbandonata
- Gianni Di Venanzo - Gli indifferenti

### Millor fotografia en color
- Carlo Di Palma - Deserto rosso
- Ennio Guarnieri - Le voci bianche
- Roberto Gerardi - Matrimonio all'italiana

### Millor escenografia
- Luigi Scaccianoce - Gli indifferenti
- Luigi Scaccianoce - Il Vangelo secondo Matteo
- Pier Luigi Pizzi - Le voci bianche

### Millor pel·lícula estrangera
- Stanley Kubrick - Doctor Strangelove (Dr. Strangelove or: How I Learned to Stop Worrying and Love the Bomb)
- Luis Buñuel - Diari d'una cambrera (Le Journal d'une femme de chambre)
- Ingmar Bergman - Tystnaden